# Алтингиевые
Алти́нгиевые, также Альтингиевые (лат. Altingiáceae) — небольшое семейство цветковых растений порядка Камнеломкоцветные в таксономической системе классификации APG (1998) и APG II (2003). В более ранней системе классификации Кронквиста (1981) данное семейство указано не было, а его члены причислялись к семейству Гамамелисовые (Hamamelidaceae).

## Общая характеристика
Деревья, иногда очень крупные; смолянистые (смоляные ходы в осевом органе и листьях).
Листья очерёдные, простые, без оболочки, пальчаторассечённые или трёхстворчатые, с перистым или пальчатым жилкованием, с прилистниками, на краях пильчатые, зубчатые или редко цельные. Прилистники развиваются между черешком и стеблем, опадают рано.
Цветки однодомные, собраны в соцветия. Мужские цветки состоят из шарообразной грозди тычинок (12—50), обвёрнутых прицветниками, собраны в кисть. Женские цветки собраны в шаровидные головки.
Плод — немясистая, вскрывающаяся коробочка.

## Классификация
Роды:
- Алтингия (Altingia) — 11 видов из Юго-Восточной Азии
- Ликвидамбар (Liquidambar) — 4 вида (1 в восточной и центральной части Северной Америки, 1 в Юго-Западной Азии, 2 в Восточной Азии)
- Семиликвидамбар (Semiliquidambar) — 3 вида, все эндемики из Китая.

По данным молекулярной филогенетики семейство монотипно: все его виды относятся к роду Liquidambar.